# 他的国
《他的国》是中国作家韩寒所著的一部长篇小说。2008年12月1日，《他的国》在起点中文网开始连载。实体书于2009年1月出版上市。该书以亭林镇青年左小龙的故事为中心，其中多次穿插对当下社会现状的思考与反讽。2012年5月，关锦鹏导演的《他的国》的改编剧本因为“对社会现状的某些反思”未能通过审核。